# Крус Эррера, Хосе
Хосе́ Крус Эрре́ра (исп. José Cruz Herrera; 1890—1972) — испанский живописец, творивший в Испании, Уругвае, Аргентине, Франции и особенно в Марокко, где прожил большую часть жизни.

## Биография
Его интерес к искусству был зажжён, когда юному Хосе подарили коробку красок во время болезни. Его первыми работами были копии знаменитых картин Веласкеса, Мурильо и Гойи.
Уже вскоре талант Эрреры стал очевидным, и он приступил к обучению живописи в Кадисе. Он продолжил учёбу в Школе изящных искусств в Мадриде под руководством художника Сесилио Пла, прежде чем получить грант на учебные курсы в Париже и Риме в 1915 году. В том же году Хосе Крус Эррера завоевал бронзовую медаль на Национальной выставке изобразительных искусств Испании. Впоследствии он получил несколько наград на данной выставке, включая первый приз в 1926-м.
В последующие годы он сосредоточился на жанровых работах и ландшафтах, но наибольшую известность ему принесли атмосферные изображения сцен повседневной жизни в Марокко.
Скончался 11 августа 1972 года в Касабланке, но его останки были переведены обратно в Ла-Линеа, чтобы обрести там вечный покой.
Многие из работ художника находятся в музее его имени в родном городе Ла Линеа. Музей был запланирован городским муниципалитетом до смерти художника, в 1970 году, а открылся 6 апреля 1975 года. Там представлено более 200 работ Эрреры, распределённых тематически.